# Atrociraptor
Atrociraptor là một chi khủng long, được P. Currie & Varricchio mô tả khoa học năm 2004. tên gọi này có nghĩa là kẻ trộm.